# أل موران
أل موران (بالإنجليزية: Al Moran)‏ هو لاعب كرة قاعدة أمريكي، ولد في 5 ديسمبر 1938 في ديترويت في الولايات المتحدة.